# 비니차시

비니차 시의 위치

비니차시(마케도니아어: Општина Виница)는 마케도니아 공화국 동부에 위치한 지방 자치체로 행정 중심지는 비니차이며 면적은 432.67km2, 인구는 19,938명(2002년 기준)이다. 북쪽으로는 코차니 시와 마케돈스카카메니차 시, 동쪽으로는 델체보 시, 남쪽으로는 라도비시 시와 베로보 시, 서쪽으로는 즈르노프치 시와 접한다.